# Gargano

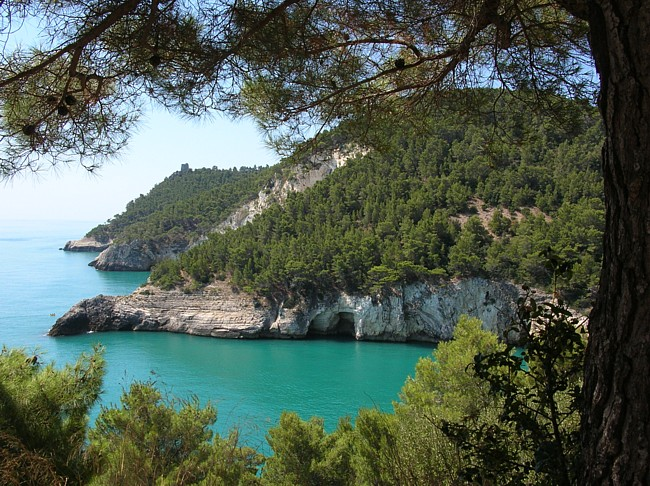
Gargano: kust

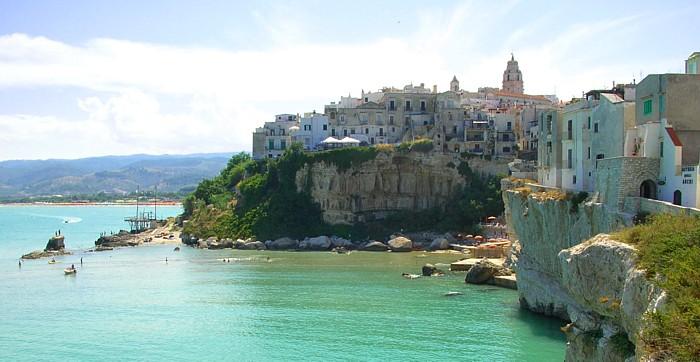
Vieste

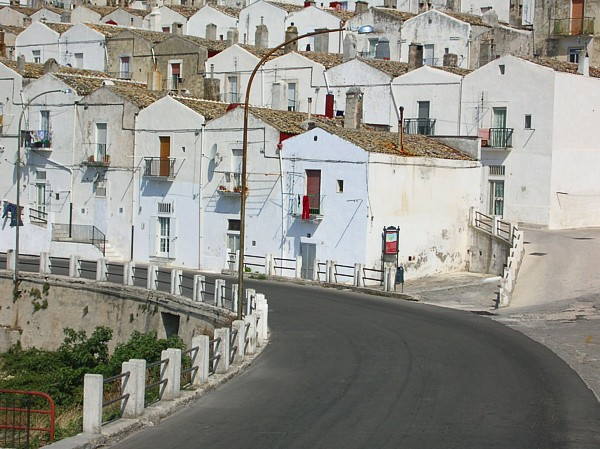
Monte Sant'Angelo

Gargano is een bergachtig schiereiland in de Apulische provincie Foggia.
Het is ook wel bekend als de spoor van de laars. Het schiereiland dringt ongeveer 70 kilometer de Adriatische Zee in. Het bijzondere gebied is in 1995 uitgeroepen tot Nationaal park Gargano (Italiaans: Parco Nazionale del Gargano) waartoe ook de Tremitische Eilanden behoren. Gargano is het enige echte gebergte in Apulië. Het is ontstaan als eiland en vast gegroeid aan het Italiaanse vasteland door aanslibbing, vooral door de rivieren Carapelle en Candelaro. De Garganische kust behoort tot de meest woeste van Italië, vooral tussen de plaatsen Mattinata en Vieste zijn de vaak loodrechte rotswanden indrukwekkend. Het toerisme is hier sterk ontwikkeld, vooral in de plaatsen Vieste, Peschici en Rodi Garganico.
Het bergachtige binnenland is dichtbebost. In het oosten ligt het Foresta Umbra, het vochtigste deel van Gargano en deel van het Unesco-Werelderfgoed Oude en voorhistorische beukenbossen van de Karpaten en andere regio's van Europa. Hier komen beukenbomen voor met een omtrek van vijf meter. Ook eiken en taxusbomen nemen hier vaak enorme proporties aan. De hoogste top van de Gargano is de 1055 meter hoge Monte Calvo in het westen, gevolgd door de Monte Spigno (1008 m) en Monte Sacro (872 m).
Ten noorden van het bergland ligt de laagvlakte waar het Meer van Lesina en Meer van Varano liggen. Deze worden slechts door een dunne duinrand van de Adriatische Zee gescheiden. Ze vormen een belangrijke broedplaats voor vogels als de purperreiger, het woudaapje en de fuut, ook dit gebied is toeristisch sterk ontwikkeld. Aan de westzijde grenst de Gargano aan de vruchtbare Tavoliere waar ook de provinciehoofdstad Foggia ligt. Ten zuiden van de Gargano liggen de zoutpannen van Margherita di Savoia.

## Belangrijkste plaatsen
- Manfredonia
- Mattinata
- Monte Sant'Angelo
- Vieste
- Peschici
- Rodi Garganico
- San Giovanni Rotondo